# Mmathubudukwane
Mmathubudukwane is een dorp in het district Kgatleng in Botswana. De plaats telt 2203 inwoners (2011).